# Галеры Азовского флота

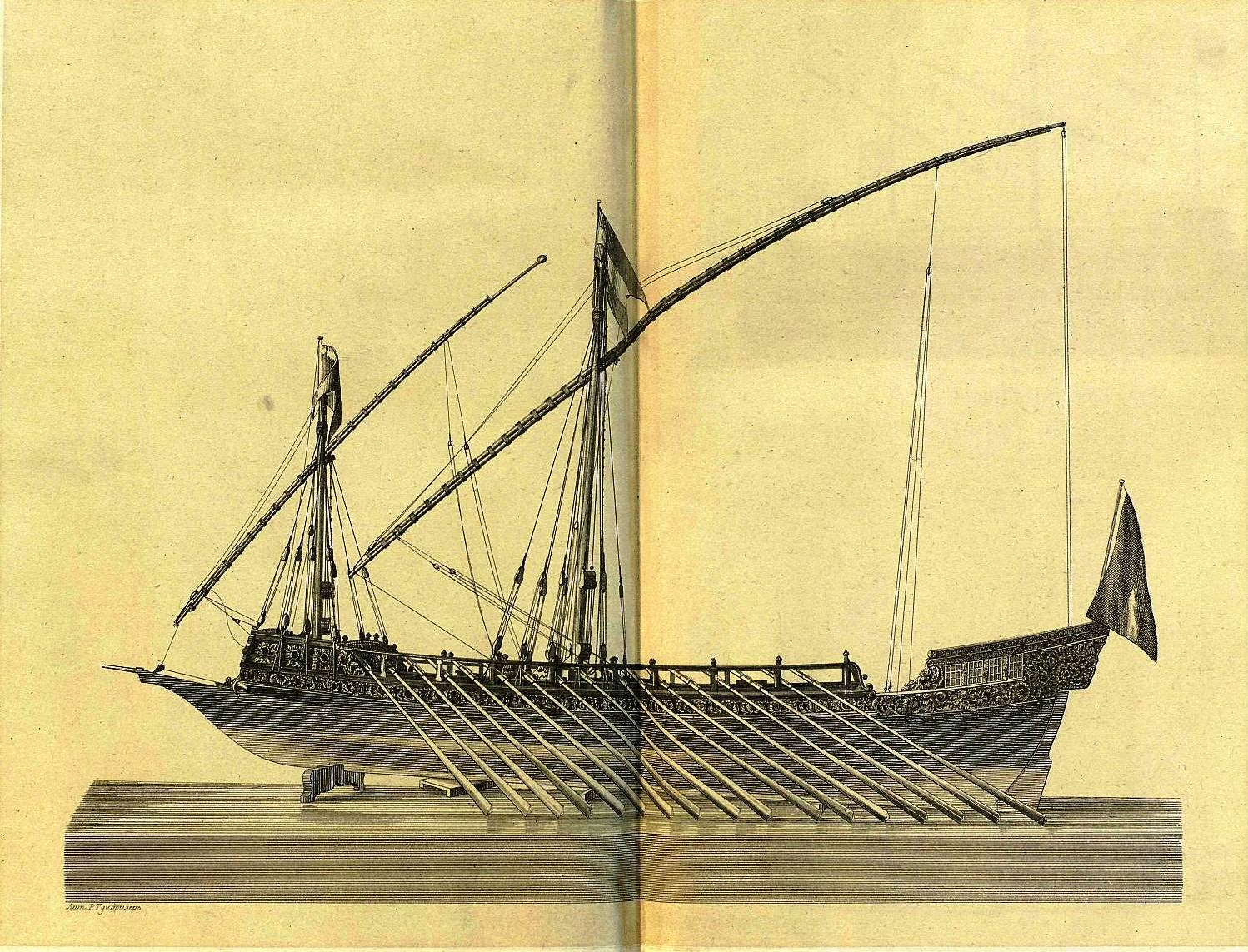
Модель голландской галеры (Галера адмирала Лефорта).

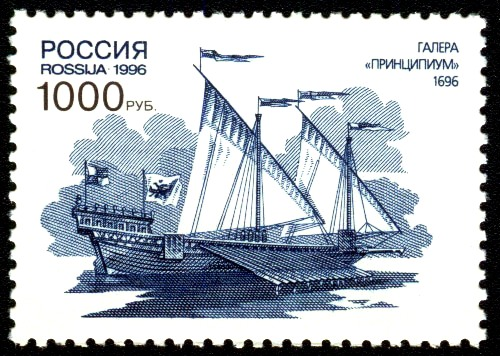
Галера «Принципиум».

Галеры Азовского флота (1696—1711) — галеры, построенные для Азовского флота в 1696—1711 годах.

## Строительство галер 1696 года
В 1695 году в Голландии была заказана 32 вёсельная галера, которая предназначалась для хождения по Волге и Каспийскому морю. Галеру доставили в Россию по частям. Вместе с ней приехал мастер, который должен был помочь собрать её по модели. 
К этому моменту произошли важные политические события. Неудавшийся первый азовский поход показал, что для взятия Азова необходимо построить военно-морской флот. Местом его постройки было выбрано село Преображенское. Поэтому прибывшая из Голландии галера стала использоваться в качестве образца для строительства галер первого регулярного военно-морского флота России. К февралю 1696 года из сырого замёрзшего леса были построены части 26 галер.
Плотники для строительства этих галер были набраны по всей России. Большинство из них были с Волги. Царскую галеру строили 27 плотников под руководством Осипа Щепка из Вологды. На верфи работали также плотники из Архангельска, Нижнего Новгорода и др. Среди них были и голландцы, которых выписал из заграницы иностранный торговец Гартман, проживающий в Москве.
В конце февраля 1696 года части голландской и 26 русских галер были отправлены из Преображенского в Воронеж вместе с досками, брёвнами и другим строительным материалом. И уже в марте 1696 года в Воронеже началась их сборка и строительство. При этом обнаружилось, что в воронежских лесах нет ясеня и вяза, пригодного  для галерных вёсел. 
К апрелю 1696 года в Воронеже был построен первый регулярный военно-морской флот России. Кроме 23 галер в нём были 2 корабля, 4 брандеры и каторг.

## Второй Азовский поход
3 мая 1696 года из Воронежа к Азову отправился отряд из 8 галер во главе Петра I, который находился на галере «Принципиум». Во время этого похода царь составил первый устав военно-морского флота России – «Указом по галерам». В этом документе он установил правила передачи сигналов, подаваемых начальником эскадры, а также требования к капитанам. В указе расписывалось, что сигналы можно подавать выстрелами, барабанным боем, флагами, а ночью – фонарями. Согласно «Уставу по галерам» капитаны обязаны были действовать совместно. Им запрещалось покидать друг друга, особенно в бою:
«… если в бою кто товарища своего покинет … такого наказать смертью…»

## Описание
Построенные галеры мало отличались от галер своего времени. Их длина была от 125 до 160 футов, а ширина – от 18 до-36 футов. На галерах были две мачты – грот и фок. Если возникала необходимость, то они убирались. Латинские паруса имели два комплекта – большие и малые, которые использовались в зависимости от силы ветра. Среди 6 четырёхлапых якорей 2 располагались на носу, 2 на корме и 2 были запасными. Артиллерия находилась на носу и состояла из четырёх 8-фунтовых и одного 36-фунтового орудий. 